# Fada

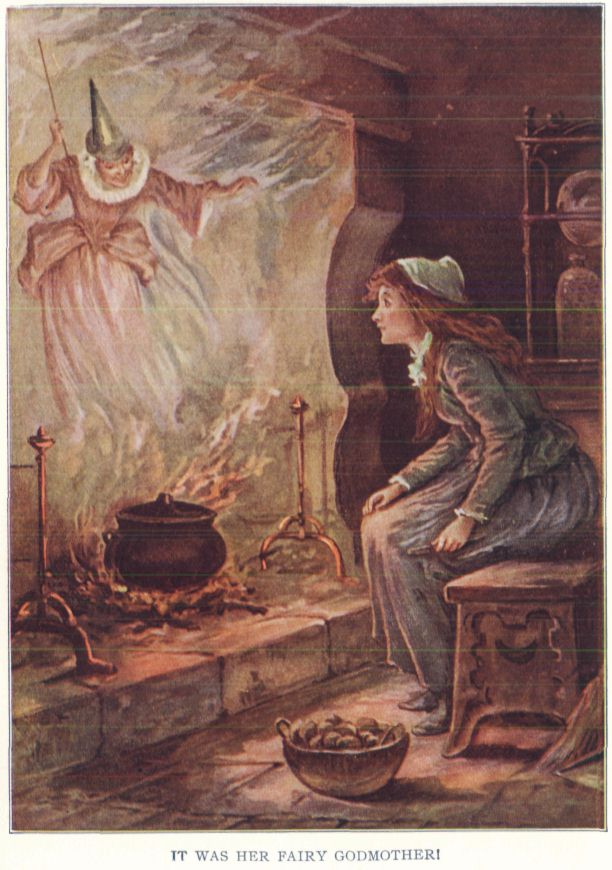
A fada madrinha e Cinderela.

A fada é um ser mitológico, característico dos mitos célticos e germânicos. 
O primeiro autor que mencionou as fadas foi Pompônio Mela, um geógrafo que viveu durante o século I d.C. As fadas não são o feminino dos elfos. Levando em conta que esse mito surgiu pelo fato de a Deusa Grian, a rainha dos elfos, e a Deusa Aine, a rainha das fadas, serem irmãs. Mas elas nunca se encontravam, Grian e Aine alternavam-se na regência do ciclo solar na Roda do Ano, trocando de lugar a cada solstício. Sendo assim elfos e fadas não tem nenhum contato direto. É usado o termo "Fada" tanto para fadas do sexo masculino, quanto para fadas do sexo feminino. O termo incorporou-se a cultura ocidental a partir dos assim chamados "contos de fadas". Nesse tipo de história, a fada é representada de forma semelhante a versão clássica dos elfos de J.R.R. Tolkien, porém apresentando asas de libélula nas costas e utilizando-se de uma "varinha de condão" para realizar encantamentos. 
Dependendo da obra em que aparece, a fada pode ser retratada em estatura de uma mulher normal ou diminuta. No primeiro caso, temos a fada de Cinderela. Como exemplo da segunda representação podemos citar "Sininho", do clássico infantil "Peter Pan", de J. M. Barrie. 
O escritor e folclorista inglês Joseph Ritson, na sua dissertação On Fairies, definiu as fadas como uma espécie de seres parcialmente materiais, parcialmente espirituais, com o poder de mudarem a sua aparência e de, conforme a sua vontade, serem visíveis ou invisíveis para os seres humanos.

## Etimologia
Segundo Schoereder (s/d., p. 66), o nome fada "vem do latim fatum, que significa fado, destino. Dessa forma, acredita-se que elas intervêm de forma mágica no destino das pessoas."

## A hierarquia do mundo invisível

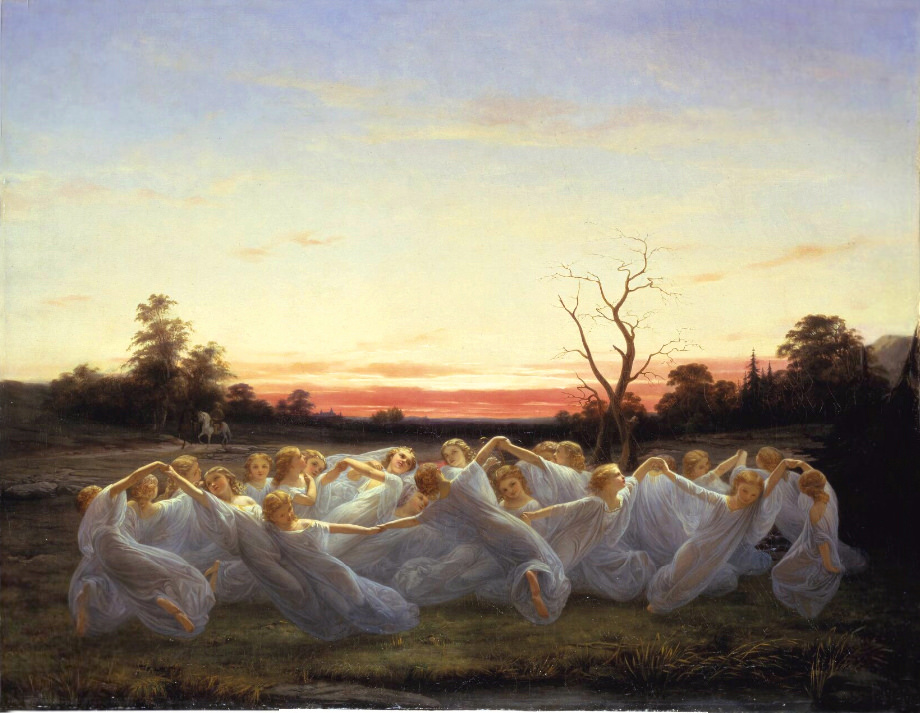
Fadas do prado por Nils Blommér em 1850.

Segundo a teosofia, os espíritos da natureza podem ser categorizados hierarquicamente, na forma como se segue (Gelder, 1986):
- Anjos ou Devas: seres luminosos de grande inteligência que agem como orientadores da Natureza e supervisores dos espíritos de menor importância.
- Elementais, Espíritos da Natureza ou Fadas: espíritos dos quatro elementos (ar, água, terra e fogo).
  - Elementais do ar: divididos em sílfides ou fadas das nuvens e fadas das tempestades. As primeiras vivem nas nuvens, são dotadas de elevada inteligência e sua principal atividade é transferir luz para as plantas; interessam-se muito também por animais e por pessoas, para as quais podem agir como protetoras e guias. As fadas das tempestades possuem grande energia e circulam sobre as florestas e ao redor dos picos das montanhas; costumam ser vistas em grupos pelas alturas e só descem à superfície quando o vento está forte.
  - Elementais da terra: seus principais representantes são os gnomos, criaturas de cerca de um metro de altura que vivem no interior da terra (embora existam gnomos da floresta, que cuidam basicamente das raízes das plantas). Os kobolds, menores que os gnomos, são mais amigáveis e prestativos para os humanos que seus parentes, embora sejam igualmente cautelosos. Os gigantes são entidades enormes que costumam estar ligados à montanhas, embora também possam viver em florestas antigas. Finalmente, os Devas da Montanha, são os elementais da terra mais evoluídos, entidades que permeiam e trabalham com uma montanha ou uma cadeia inteira de montanhas, com sua consciência tão profundamente imersa na Terra que mal tomam conhecimento da existência de criaturas de vida breve, como os homens.
  - Elementais do fogo: as salamandras ou espíritos do fogo, habitam o subsolo vulcânico, os relâmpagos e as fogueiras. São mais poderosas que as fadas dos jardins, mas estão mais distantes da humanidade também. São espíritos de transformação, responsáveis pela conversão de matéria em decomposição em solo fértil. Podem agir também como espíritos de inspiração, mediadores entre o mundo angélico e os níveis físicos de criação (ou seja, agem como musas).
  - Elementais das águas: representados pelas ninfas, ondinas, espíritos das águas e náiades, são responsáveis por retirar energia do sol para transmití-la à água. As ninfas estão ligadas às águas, mas também à montanhas e florestas. Regulam o fluxo da água na crosta terrestre e dão personalidade e individualidade a locais aquáticos, tais como poços, lagos e fontes. Podem assumir a forma de peixes, os quais protegem. As ondinas parecem estar restritas a determinadas localidades, sendo responsáveis pelas quedas d'água e a vegetação circundante. Os espíritos das águas vivem em rios, fontes, lagos e pântanos. Assemelham-se a belas donzelas, muitas vezes com caudas de peixe; gostam de música e dança, e têm o dom da profecia. Embora possam ajudar eventualmente os seres humanos, estes têm de se acautelar com tais espíritos, que podem ser traiçoeiros e afogar pessoas. Da mesma forma que os espíritos das águas, as náiades presidem os rios, correntezas, ribeiros, fontes, lagos, lagoas, poços e pântanos.

## A Fada do Dente
Há uma tradição em Portugal, Brasil, Canadá, em parte do Reino Unido e nos Estados Unidos e em outros países europeus, segundo a qual a "Fada do Dente" viria à noite para trocar o "dente de leite", colocado sob o travesseiro de uma criança, por uma moeda ou um pequeno presente. 
Histórias sobre a Fada do Dente circulam desde o início do século XX, embora ninguém saiba sua origem exata. Todavia, trocar "dentes de leite" por presentes é algo que remonta aos viquingues, há mais de mil anos.

## Fadas na cultura popular
- Lorelei, a fada alemã, de longos cabelos louros, que canta para atrair os homens e afogá-los.
- Morgana Le Fay, a protetora do rei Artur em Avalon.
- Viviane, a amante de Merlin.
- Fada Bela, personagem da série Caça Talentos, da Rede Globo entre 1996 a 1998, é meio fada e meio humana, possui vários poderes. Foi interpretada por Angélica.
- Sininho (ou Tinker Bell), fada fiel a Peter Pan que é apaixonada platonicamente pelo companheiro.
- Sookie Stackhouse, personagem dos livros da autora Charlaine Harris e da série True Blood, é meio fada e meio humana. Possui o dom da telepatia.
- No universo ficcional de Harry Potter, as fadas são pequenos animais humanoides de baixa inteligência e fraco poder mágico. Dotadas de asas de inseto multicoloridas, são utilizadas pelos bruxos para compor decorações vivas. Habitantes de matas e alagadiços, são criaturas mudas que comunicam-se através de zumbidos. Reproduzem-se pondo ovos na parte de baixo de folhas. J. K. Rowling cita ainda uma espécie chamada "fada mordente", praga doméstica venenosa. cujos ovos têm propriedades mágicas.
- Winx Club, Wings e Os Padrinhos Mágicos são outros exemplos de obras modernas que usam fadas como tema.
- Navi a fada companheira do herói Link, na série de videogame, "The Legend Of Zelda".
- Criança trocada é uma lenda relacionada a fadas chamadas "changelings".
- Princesa Holly, a princesa-fada protagonista da série O Pequeno Reino de Ben e Holly.